# Mohammed Ali Ahmed
Mohammed Ali Ahmed   (24 de novembre de 1985) és un ciclista libi. En el seu palmarès destaquen les victòries a la Volta a Líbia i al Tour dels Aeroports.

## Palmarès
- 2007
  - 1r a la Volta a Líbia i vencedor d'una etapa
  - 1r al Tour dels Aeroports
  - Vencedor d'una etapa del Tour de la Pharmacie Centrale
  - 2n al Gran Premi de Xarm al xeic
- 2008
  - 2n al Gran Premi de Doha